# Hanno Möttölä
Hanno Aleksanteri Möttölä (* 9. September 1976 in Helsinki) ist ein ehemaliger finnischer Basketballspieler. Der 2,09 m große Power Forward war der erste Finne in der NBA. Insgesamt achtmal wurde er als Finnlands Basketballspieler des Jahres ausgezeichnet, öfter als jeder andere Spieler.

## Karriere
Möttölä spielte von 1994 bis 1996 für Helsingin NMKY in der höchsten Spielklasse seines Heimatlandes, der Korisliiga. Besonders 1995/96 trumpfte er auf und erzielte 15,9 Punkte sowie 6,2 Rebounds je Begegnung.
Er ging in die Vereinigten Staaten in die NCAA, dort spielte Möttölä von 1996 bis 2000 für die Mannschaft der University of Utah, mit der er 1998 das Endspiel der NCAA-Meisterschaft erreichte. In der Saison 1999/2000 kam er für Utah auf Mittelwerte von 17 Punkten und 4,8 Rebounds je Einsatz. Anschließend wurde er von den Atlanta Hawks beim NBA-Draftverfahren 2000 ausgewählt und unter Vertrag genommen. Er bestritt in zwei Jahren 155 Partien für die Hawks in der NBA, bevor er nach Europa zurückkehrte. Dort stand er in sechs Jahren bei ebenso vielen Vereinen unter Vertrag und erreichte 2004 mit Fortitudo Bologna das Endspiel der Euroleague, 2006 gewann er mit Dynamo Moskau den ULEB Cup.
In der finnischen Nationalmannschaft bestritt Möttölä zwischen 1995 und 2014 165 Partien, in denen er 1901 Punkte erzielte. Bereits als 18-Jähriger nahm er an der Europameisterschaft 1995 teil, erst 16 Jahre danach konnte sich die Mannschaft erneut für ein solches Turnier qualifizieren.
Am 26. September 2008 kündigte Möttölä an, seine Karriere im Verein und in der Nationalmannschaft zu beenden. Am 4. Juni 2009 gab Möttölä seine Rückkehr in die Nationalmannschaft bekannt, mit der er sich nach 16-jähriger Abstinenz für die Herrenauswahl 2011 erstmals wieder für eine Endrunde der Europameisterschaft qualifizierte. Bei der EM-Endrunde 2011 erreichte die Auswahl auf Anhieb die Runde der zwölf besten Mannschaften und konnte diesen Erfolg zwei Jahre später wiederholen, als sie sich bei der EM-Endrunde 2013 erneut unter den zehn besten europäischen Auswahlmannschaften platzierte. Während dieses Turniers zog sich Möttölä jedoch an seinem 37. Geburtstag einen Bänderriss im Knie zu. Gleichwohl nahm er 2014 mit der Nationalmannschaft an der Basketball-Weltmeisterschaft teil. Im Rahmen dieser Weltmeisterschaft bestritt Möttölä am 4. September 2014 gegen Neuseeland sein letztes Länderspiel.
Möttölä wurde Trainer an einer vom finnischen Basketballverband in Helsinki betriebenen Jugendakademie. 2022 übernahm er in der finnischen Nationalmannschaft das Amt des Assistenztrainers von Lassi Tuovi. 2025 wurde Möttölä Mitglied des Trainerstabs der kanadischen Nationalmannschaft.